# El alférez real (telenovela)
El alférez real es una telenovela colombiana dirigida por Felipe González y producida por Producciones PUNCH en 1974. Fue protagonizada por Yamile Humar y Mauricio Figueroa, y contó con las participaciones especiales de Margoth Velásquez, Paula Peña y Lucero Galindo.

## Sinopsis
Basada en la obra homónima del vallecaucano Eustaquio Palacios, cuenta una historia de amor entre Daniel e Inés, una pareja de enamorados que vivían en Cali a finales del siglo XVIII y que pertenecíán a clases sociales diferentes, teniéndose que enfrentar a muchas adversidades.

## Elenco
- Yamile Humar - Inés
- Mauricio Figueroa - Daniel
- Margoth Velásquez
- Lucero Galindo
- Delfina Guido
- Paula Peña
- Antún Castro